# 6617 Boethius
6617 Boethius è un asteroide della fascia principale. Scoperto nel 1971, presenta un'orbita caratterizzata da un semiasse maggiore pari a 2,2096933 UA e da un'eccentricità di 0,1384810, inclinata di 3,42564° rispetto all'eclittica.